# Estola nigrescens
Estola nigrescens är en skalbaggsart som beskrevs av Stefan von Breuning 1943. Estola nigrescens ingår i släktet Estola och familjen långhorningar.
Artens utbredningsområde är Venezuela. Inga underarter finns listade i Catalogue of Life.